# جيفري موساييف ماسون
جيفري موساييف ماسون (بالإنجليزية: Jeffrey Masson)‏ (ولد في 28 مارس من عام 1941 باسم جيفري لويد ماسون). تحدث ماسون، في كتابه اعتداء على الحقيقة (عام 1984)، بإمكانية أن يكون فرويد قد تخلى عن نظرية الإغواء الخاصة به لأنه خشيَ من أن تحد حقيقة ادعاءات مريضاته (بأنهن قد تعرضن لاعتداءات جنسية) من انتشار نظرياته. يعتبر ماسون نفسه مناصرًا للنباتية، وهو كاتب في مجال حقوق الحيوان.

## حياته الشخصية والمهنية
تعود أصول جيفري موساييف ماسون ابن جاك ماسون إلى يهود بخارى، أما والدته ديانا (دينا) زيجر، فهي من عائلة يهودية أرثوذكسية متعصبة. كان والدا ماسون من أتباع الغورو بول برونتون. أصبحت والدة ماسون فيما بعد واحدة من أتباع الروحاني جون ليفي. عاش ماسون، خلال أغلب فترة الأربعينيات والخمسينيات من القرن العشرين مع والديه. انتقل الزوجان جاك وديانا ماسون في عام 1956 إلى أوروغواي، لاقتناع ديانا باقتراب وقوع حرب عالمية ثالثة. تبع جيفري والديه في عام 1959، مع شقيقته ليندا.
بناءً على طلب من برونتون، التحق ماسون بجامعة هارفارد لدراسة اللغة السنسكريتية. أصيب ماسون، خلال دراسته في جامعة هارفارد، بخيبة أمل من الغورو بول برونتون، وألف كتاب سيرة ذاتية تحدث فيه عن برونتون وعن تأثيره على حياة عائلته، وعنونه غورو والدي: رحلة عبر الروحانيات وخيبات الأمل. حصل ماسون على درجة البكالوريوس في اللغة السنسكريتية من جامعة هارفارد في عام 1964، وعلى شهادة الدكتوراه بدرجة شرف في الدراسات الهندية، في عام 1970. خلال فترة دراسته للدكتوراه، درس ماسون أيضًا مدعومًا بمنحة دراسية في المدرسة العليا للأساتذة في باريس، وفي جامعتي كلكتا، وبونا.
درّس ماسون اللغة السنسكريتية والدراسات الهندية في جامعة تورنتو في كندا في الفترة ما بين عامي 1969 و 1980، ووصل فيها إلى رتبة أستاذ. شغل ماسون أيضًا عدة وظائف قصيرة الأمد في جامعات براون وكاليفورنيا وميشيغان. عمل أيضًا في الفترة ما بين عامي 1981 و 1992، باحثًا مساعدًا في قسم دراسات جنوب وجنوب شرق آسيا، في جامعة كاليفورنيا في بركلي. وهو حاليًا زميل فخري في قسم الفلسفة في جامعة أوكلاند في نيوزيلندا.

## آراء ماسون حول نظرية فرويد في الإغواء
بدأ ماسون في عام 1970، الدراسة ليصبح محللًا نفسيًا في معهد تورنتو للتحليل النفسي، إذ أكمل دورة تدريبية سريرية في التحليل النفسي في عام 1978. كان مشرف ماسون في دورة التحليل النفسي هو إيرفين شيفر، محلل نفسي شهير من تورنتو عُرف بتأليفه عدة كتب عن الجوانب اللاواعية من الشخصية الجذابة، والوقت. في عام 1990، نشر ماسون كتاب سيرة ذاتية، اتهم فيه شيفر بشتمه وبالتأخر المستمر عن محاضراته وبتهديده عندما اشتكى من ذلك. نفى شيفر الاتهامات التي وججها له ماسون، وواجهه في البرنامج التلفزيوني الكندي السلطة الخامسة.
خلال تلك الفترة، أصبح ماسون صديقًا للمحلل النفسي كورت أيسلير، وتعرف على آنا، ابنة سيغمون فرويد. عين أيسلير ماسون لخلافته كمسؤول لأرشيف سيجموند فرويد بعد وفاته ووفاة آنا فرويد. تعلم ماسون اللغة الألمانية، ودرس تاريخ التحليل النفسي. في عام 1980، عُين ماسون مديرًا لمشاريع أرشيف فرويد، ومُنح وصولًا كاملًا إلى مراسلات فرويد وإلى غيرها من أبحاثه غير المنشورة. خلص ماسون، خلال فترة اطلاعه على وثائق فرويد، إلى إمكانية أن يكون فرويد قد رفض نظرية الإغواء بهدف تعزيز سبب التحليل النفسي، وأيضًا للحفاظ على مكانته الخاصة في الدائرة الضيقة للتحليل النفسي، وذلك بعد  تلقيه لرد عدائي من اختصاصي علم الأمراض الجنسية الشهير، ريتشارد فون كرافت إيبينغ، ومن بقية أعضاء جمعية الطب النفسي في فيينا عام 1896. وصف فرويد الرد الذي أتاه من الجمعية النمساوية في إحدى رسائلة لويليام فليس بـ«الاستجابة الباردة القادمة من مجموعة من الحمقى».